# Piotr Petasz
Piotr Petasz (ur. 27 czerwca 1984 w Warszawie) – polski piłkarz, w latach 2004–2020 występujący na pozycji bocznego pomocnika lub obrońcy.

## Życiorys
Piłkarz ma za sobą występy w takich klubach jak Ruch Chorzów, Jagiellonia Białystok czy Pogoń Szczecin, grając w nich najwyżej na zapleczu Ekstraklasy. Dwukrotnie awansował ze swoją drużyną do finału Pucharu Polski – w 2010 roku z Pogonią i w 2014 roku z Zawiszą. W najwyższej polskiej klasie rozgrywkowej zadebiutował 12 sierpnia 2013(dts) jako piłkarz Zawiszy Bydgoszcz w meczu z Piastem Gliwice. 9 sierpnia razem z Zawiszą zdobył Superpuchar Polski pokonując 3:2 Legię Warszawa. Piłkarz w swoich drużynach często był wykorzystywany jako wykonawca stałych fragmentów gry. 1 czerwca 2013(dts) w meczu I ligi z Flotą, strzelił gola bezpośrednio z rzutu rożnego. Na początku stycznia 2015 rozwiązał kontrakt z bydgoskim klubem po tym, jak został wystawiony na listę transferową. Piłkarza na testy do zespołu GKS Katowice zaprosił trener, Artur Skowronek. 24 stycznia 2015(dts) roku Petasz podpisał półtoraroczną umowę z katowicką drużyną, którą rozwiązał jednak już po pół roku. Następnym przystankiem Petasza w karierze okazał się Dolcan Ząbki.

## Sukcesy

### Zawisza Bydgoszcz
- Superpuchar Polski (1): 2014
- Puchar Polski (1): 2013/14
- Mistrzostwo I ligi (1): 2012/13

## Statystyki kariery
Aktualne na 10 stycznia 2016 roku
| Klub                  | Sezon              | Liga               | Liga  | Liga   | Puchar | Puchar | Puchar Ekstraklasy | Puchar Ekstraklasy | Superpuchar | Superpuchar | Europa | Europa | Suma  | Suma   |
| Klub                  | Sezon              | Liga               | Mecze | Bramki | Mecze  | Bramki | Mecze              | Bramki             | Mecze       | Bramki      | Mecze  | Bramki | Mecze | Bramki |
| --------------------- | ------------------ | ------------------ | ----- | ------ | ------ | ------ | ------------------ | ------------------ | ----------- | ----------- | ------ | ------ | ----- | ------ |
| Mazowsze Grójec       | 2004/05            | III liga           | 0     | 0      | 6      | 1      | –                  | –                  | –           | –           | –      | –      | 6     | 1      |
| Ruch Chorzów          | 2005/06            | II liga            | 16    | 1      | 1      | 0      | –                  | –                  | –           | –           | –      | –      | 17    | 1      |
| ŁKS Łomża             | 2006/07 (j.)       | II liga            | 5     | 0      | 0      | 0      | –                  | –                  | –           | –           | –      | –      | 5     | 0      |
| Jagiellonia Białystok | 2006/07 (w.)       | II liga            | 4     | 0      | 0      | 0      | –                  | –                  | –           | –           | –      | –      | 4     | 0      |
| ŁKS Łomża             | 2007/08 (j.)       | II liga            | 16    | 4      | 0      | 0      | –                  | –                  | –           | –           | –      | –      | 16    | 4      |
| Piast Gliwice         | 2007/08 (w.)       | II liga            | 11    | 2      | 0      | 0      | –                  | –                  | –           | –           | –      | –      | 11    | 2      |
| Piast Gliwice         | 2008/09 (j.)       | Ekstraklasa        | 0     | 0      | 2      | 0      | 1                  | 0                  | –           | –           | –      | –      | 3     | 0      |
| Pogoń Szczecin        | 2008/09 (w.)       | II liga            | 14    | 5      | 0      | 0      | –                  | –                  | –           | –           | –      | –      | 14    | 5      |
| Pogoń Szczecin        | 2009/10            | I liga             | 29    | 8      | 6      | 2      | –                  | –                  | –           | –           | –      | –      | 35    | 10     |
| Pogoń Szczecin        | 2010/11            | I liga             | 22    | 4      | 1      | 0      | –                  | –                  | –           | –           | –      | –      | 23    | 4      |
| Pogoń Szczecin        | 2011/12 (j.)       | I liga             | 8     | 1      | 1      | 0      | –                  | –                  | –           | –           | –      | –      | 9     | 1      |
| Wisła Płock           | 2011/12 (w.)       | I liga             | 12    | 0      | 0      | 0      | –                  | –                  | –           | –           | –      | –      | 12    | 0      |
| Zawisza Bydgoszcz     | 2012/13            | I liga             | 25    | 2      | 1      | 0      | –                  | –                  | –           | –           | –      | –      | 26    | 2      |
| Zawisza Bydgoszcz     | 2013/14            | Ekstraklasa        | 20    | 2      | 8      | 3      | –                  | –                  | –           | –           | –      | –      | 28    | 5      |
| Zawisza Bydgoszcz     | 2014/15 (j.)       | Ekstraklasa        | 7     | 1      | 0      | 0      | –                  | –                  | 1           | 0           | 2      | 1      | 10    | 2      |
| GKS Katowice          | 2014/15 (w.)       | I liga             | 8     | 1      | 0      | 0      | –                  | –                  | –           | –           | –      | –      | 8     | 1      |
| Dolcan Ząbki          | 2015/16            | I liga             | 17    | 0      | 2      | 0      | –                  | –                  | –           | –           | –      | –      | 19    | 0      |
| Ogólnie w karierze    | Ogólnie w karierze | Ogólnie w karierze | 214   | 31     | 31     | 6      | 1                  | 0                  | 1           | 0           | 2      | 1      | 246   | 38     |